# Ri Tuk-nam
Ri Tuk-nam (koreanisch 리득남) ist ein nordkoreanischer Politiker der Partei der Arbeit Koreas (PdAK), der unter anderem seit 2007 Vize-Vorsitzender der Zentralen Parteikontrollkommission der PdAK ist.

## Leben
Ri Tuk-nam wurde 1998 Erster Sekretär des Stadtparteikomitees von Kanggye-shi und zugleich am 26. Juli 1998 erstmals zum Deputierten Obersten Volksversammlung gewählt, der er seither angehört. 2007 wurde er Vize-Vorsitzender der Zentralen Parteikontrollkommission der PdAK. Auf der III. Parteikonferenz der Partei der Arbeit Koreas wurde er am 28. September 2010 zum Kandidaten des Zentralkomitees der PdAK gewählt. 